# Лихтенштейнско-швейцарские отношения
Лихтенштейнско-швейцарские отношения — двусторонние дипломатические отношения между Швейцарией и Лихтенштейном. Лихтенштейн входит в состав таможенной территории Швейцарии с 1923 года. Национальной валютой княжества с 1924 года является швейцарский франк.

## Швейцария и Лихтенштейн до 1914 года

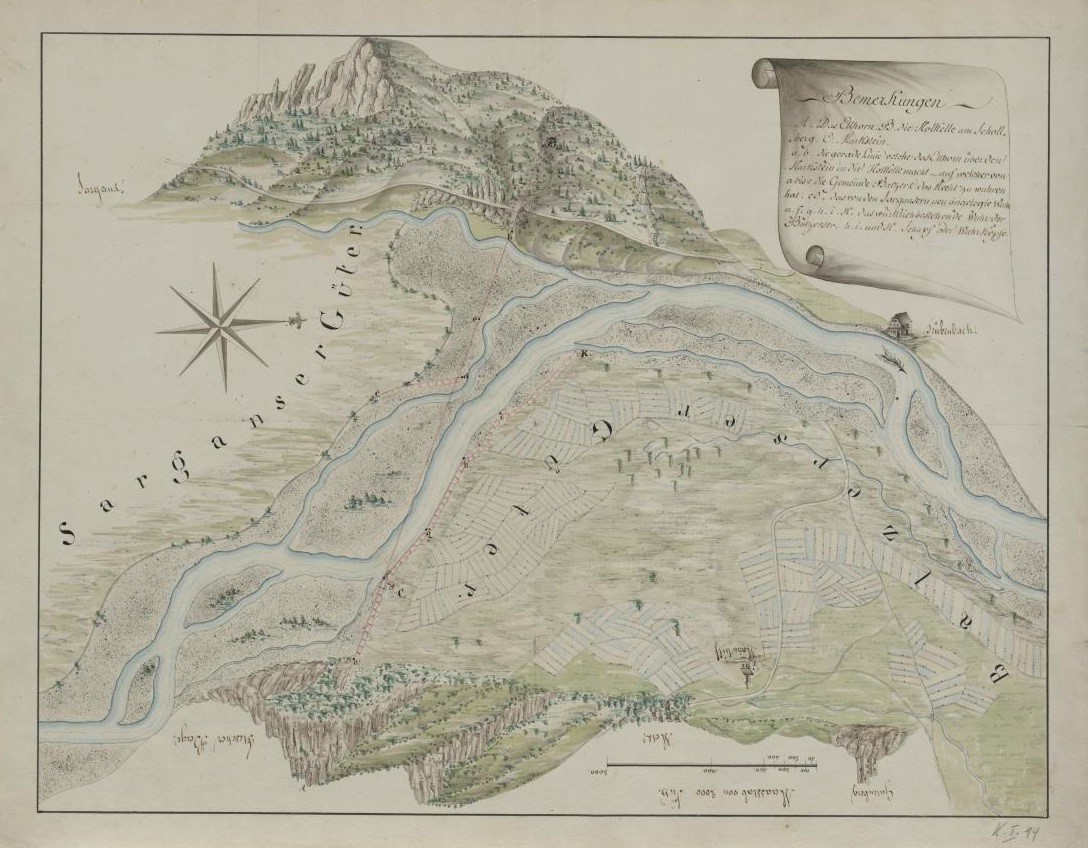
План русла Рейна у Бальцерса, созданный по случаю пограничного спора между Лихтенштейном и Швейцарией.

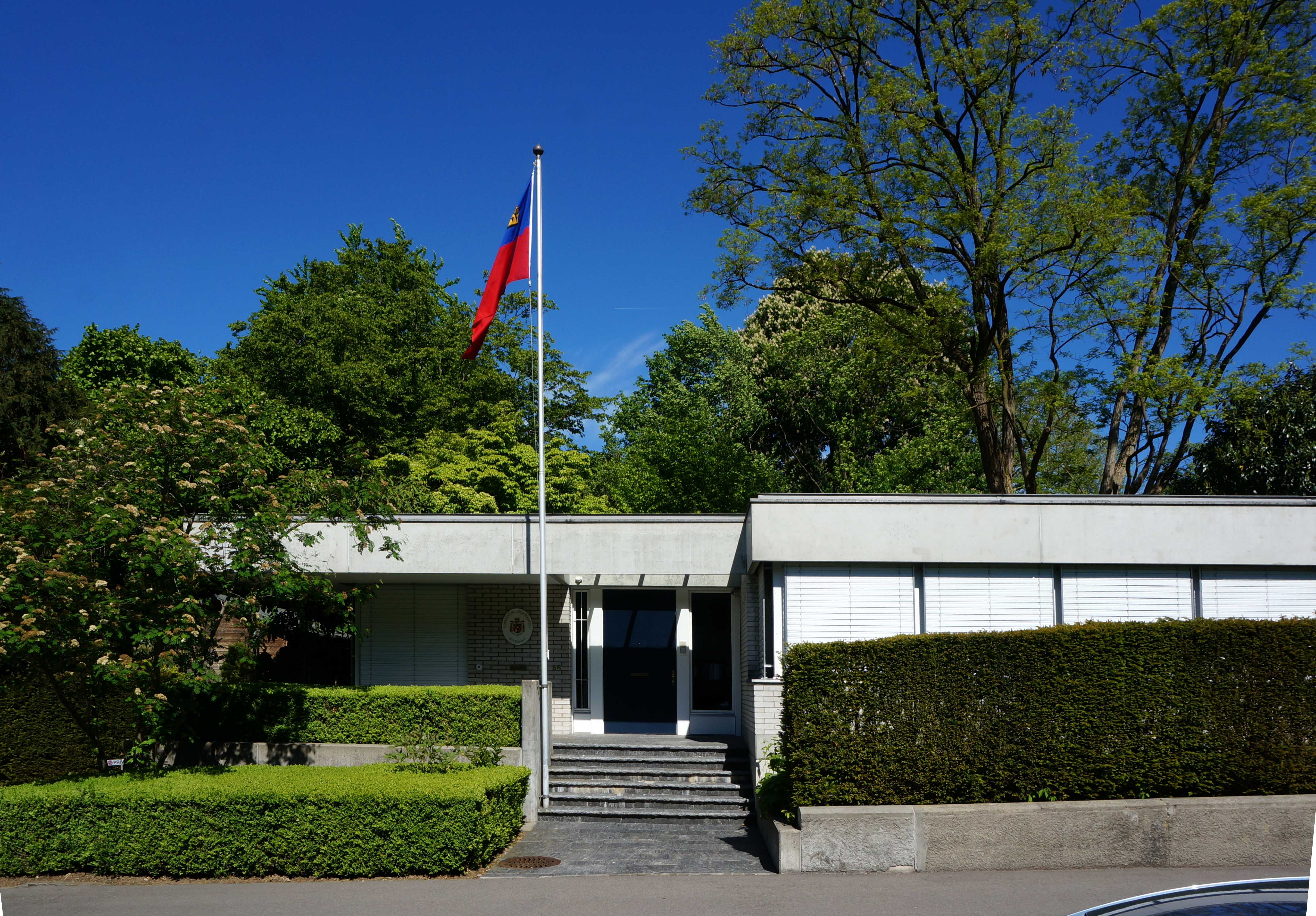
Посольство Лихтенштейна в Берне.

В 1460 году конфедераты захватили графство Зарганс и, таким образом, стали непосредственными соседями Лихтенштейна. Уже со времен Старой Цюрихской войны территория Лихтенштейна была частью буферной зоны между сферами влияния Швейцарского союза и Габсбургов. С 1497 по 1615 год графства Гамс, Майенфельд, Верденберг и Сакс-Форштегг, граничившие с Лихтенштейном, были подвластными территориями Швейцарии.
Восстание подданных Верденберга заставило судебного исполнителя Вадуца снести строящийся мост через Рейн в 1720 году, опасаясь распространения восстания. С 1794 года, во время коалиционных войн, между нейтральной Швейцарией и Лихтенштейном существовал пограничный барьер, который ложился тяжелым бременем на население Лихтенштейна. Во время распада Швейцарского союза в 1798 году аббат Пфеферс и монахини монастыря Шенис бежали в Лихтенштейн.

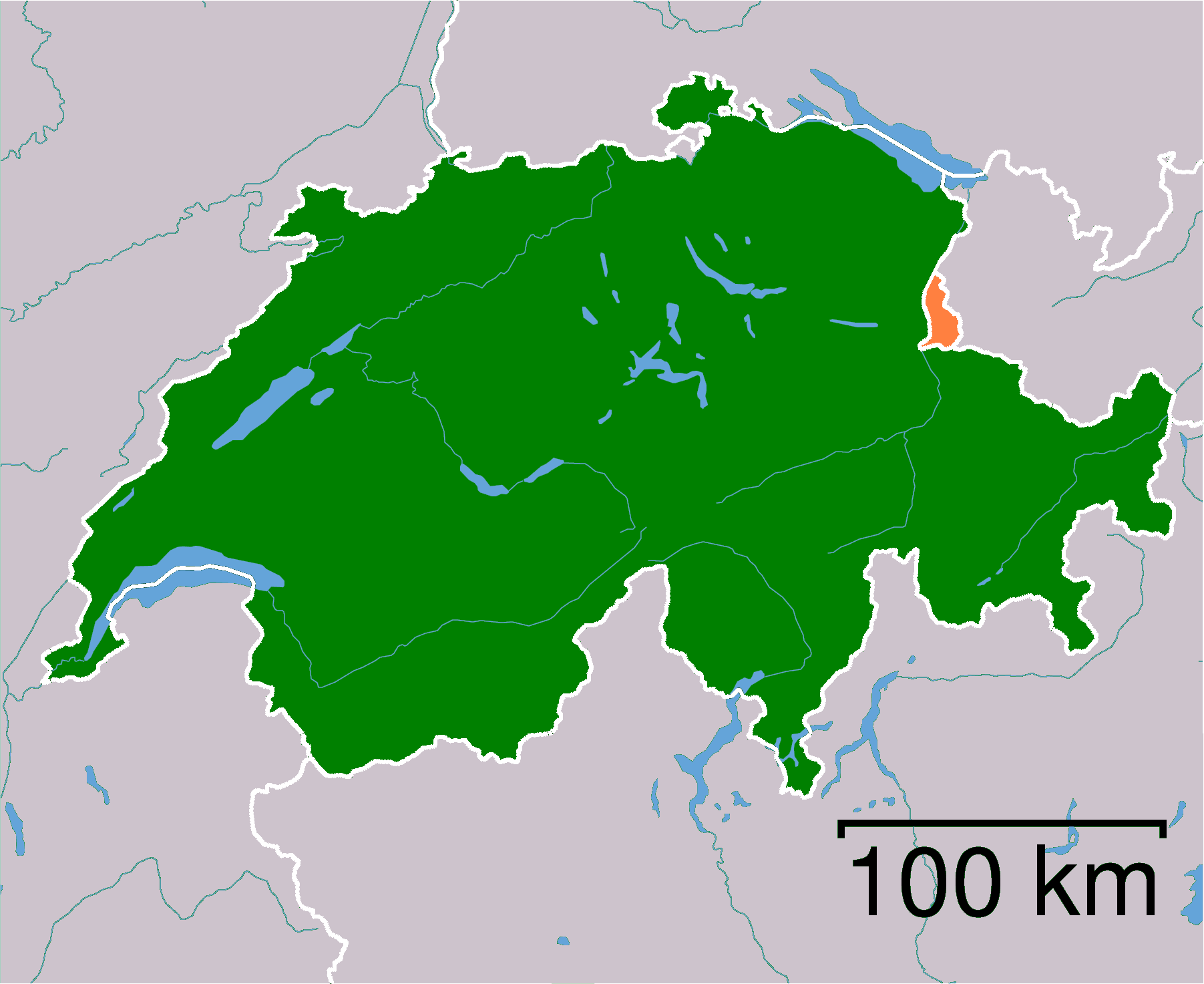
Расположение Швейцарии (зелёный цвет) и Лихтенштейна (оранжевый цвет).

В 1838 году Лихтенштейн заключил со Швейцарией договор о свободе передвижения, который позволял лихтенштейнским сезонным рабочим работать в Швейцарии. Таможенный договор, заключённый с Австрией в 1852 году, привёл к конфликту, который длился годами. В Швейцарию вело пять переходов через Рейн, но Австрия отказывалась содержать более двух таможенных постов. В 1862 году после сложных переговоров Лихтенштейн смог добиться создания ещё двух таможенных постов. С 1868 года мосты через Рейн стали доступны для сообщения со Швейцарией, а в 1872 году была открыта железнодорожная линия Фельдкирх-Бухс. Швейцарско-австрийские торговые договоры 1868 года, которые были ратифицированы с согласия Лихтенштейна, привели к облегчению пограничного движения. Связи, развивавшиеся между двумя государствами с 1852 по 1914 год, послужили основой для переориентации Лихтенштейна в сторону Швейцарии после Первой мировой войны.

## Первая и Вторая мировые войны

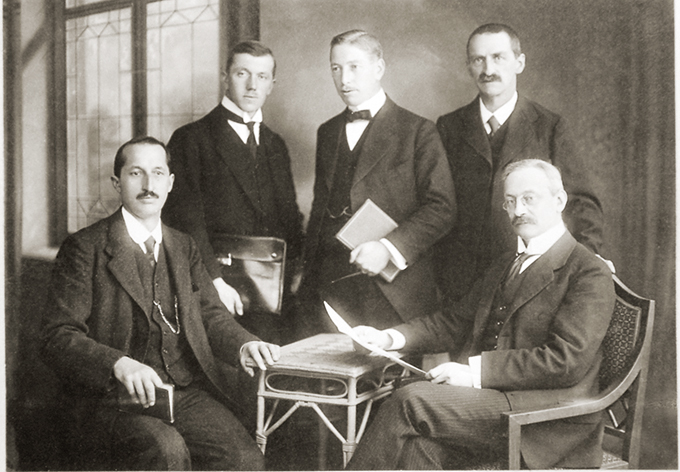
Делегация Лихтенштейна на переговорах о Таможенном союзе со Швейцарией, 1920 год.

Во время Первой мировой войны Швейцария, в отличие от стран Антанты, признала нейтралитет Лихтенштейна и до 1916 года поддерживала Лихтенштейн поставками продовольствия. Чтобы обеспечить экономическое выживание страны, после войны произошла переориентация на Швейцарию. В 1919 году в обращение поступили геллер в качестве лихтенштейнских чрезвычайных денег, и лихтенштейнский франк. В том же году Лихтенштейн расторг таможенный договор с Австрией и вступил в переговоры со Швейцарией, что привело к заключению Почтового договора в 1920 году. В 1923 году был подписан договор о таможенном союзе, который с 1 января 1924 года присоединил Лихтенштейн к экономической и таможенной территории Швейцарии. Кроме того, в 1924 году Лихтенштейн ввел швейцарский франк в качестве национальной валюты — официальный валютный договор был заключен только в 1980 году. Таможенный договор позволил экономике Лихтенштейна восстановиться в межвоенный период и стал одним из важнейших факторов экономического подъема страны после Второй мировой войны.

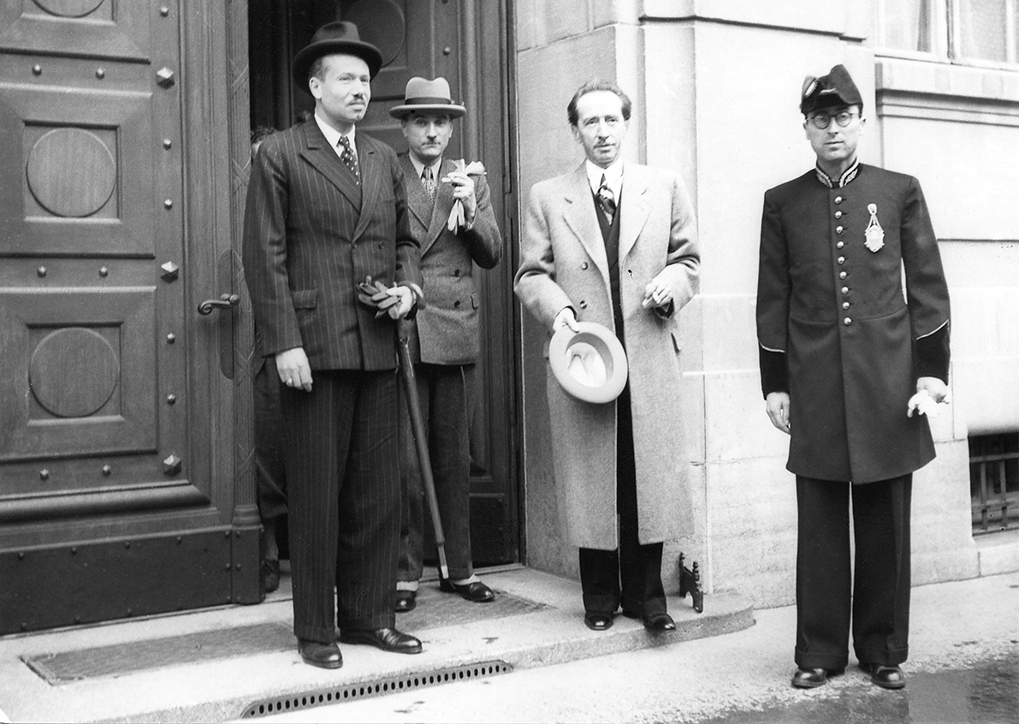
Князь Франц Йозеф II во время официального визита в Швейцарию в 1943 году. Слева направо: Князь Франц Иосиф II, федеральный советник Марсель Пиле-Гола и президент Швейцарии Энрико Челио.

После аннексии Австрии нацистами в 1938 году Швейцария предоставила кредиты и взяла на себя экономические обязательства для поддержки суверенитета Лихтенштейна. Взамен Швейцария ожидала приверженности существующим договорам и, в 1939 году, уступки Элльхорна, который был важен для национальной обороны Швейцарии. Угроза войны сблизила две страны. Во время Второй мировой войны Лихтенштейн был полностью интегрирован в военную экономику Швейцарии. Федеральный совет Швейцарии принял решение не защищать княжество в случае нападения Германии. В 1948 году Швейцария вынудила Лихтенштейн продать Элльхорн.

## Послевоенный период

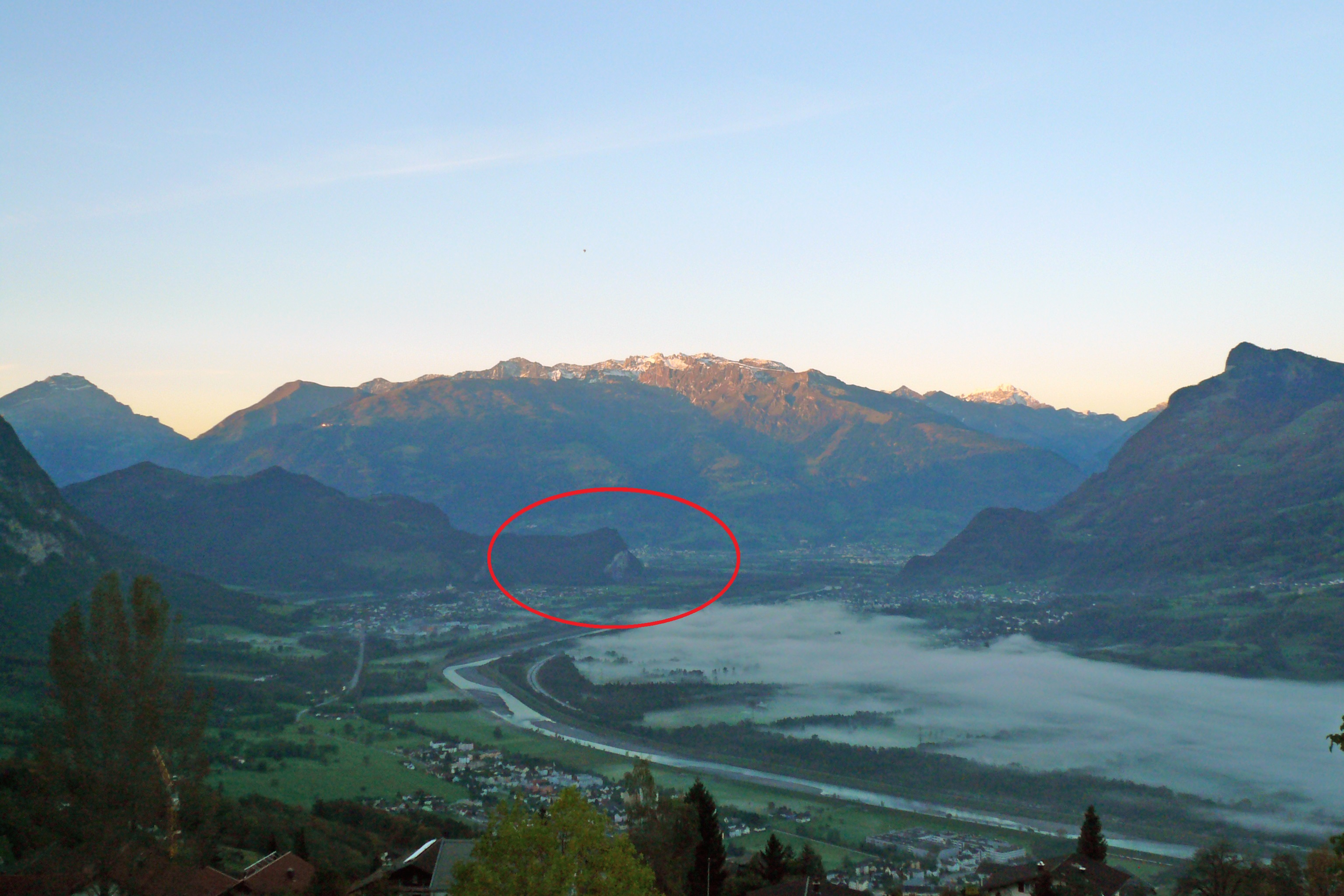
С 1949 года Элльхорн принадлежит Швейцарии по военно-стратегическим причинам.

Лихтенштейн тесно сотрудничает со Швейцарией в области социального страхования. В 1954 году было заключено первое соглашение о страховании по старости и потере кормильца (AHV), в 1969 году — о семейных пособиях, а в 1979 году — о пособии по безработице.
Работа оружейного полигона швейцарской армии в Санкт-Лузиштайге неоднократно приводила к проблемам, особенно в общине Бальзерс. Стрельбы доставляли шумовые неудобства и приводили, в частности, к лесным пожарам в 1960 и 1985 годах.
В результате экономического подъема после Второй мировой войны Лихтенштейн направил свою внешнюю политику в сторону других стран. В 1970 году наследный принц Ханс-Адам потребовал выйти из «рюкзака» Швейцарии. Таможенный договор был адаптирован, что позволило Лихтенштейну присоединиться к Европейской ассоциации свободной торговли (ЕАСТ) в 1991 году и к Европейской экономической зоне (ЕЭЗ) в 1995 году.
В связи с резким увеличением доли иностранцев в Лихтенштейне взаимная свобода передвижения, введённая в 1941 году, была частично отменена в 1981 году. Швейцарцы, которых в 2017 году насчитывалось 3645 человек, составляют самую большую группу иностранцев в Лихтенштейне. И наоборот, 1729 лихтенштейнцев одновременно проживали в Швейцарии. С 2005 года лихтенштейнцы вновь пользуются полной свободой передвижения в Швейцарии, а к швейцарским гражданам, проживающим в Лихтенштейне, применяется тот же режим, что и к гражданам ЕЭЗ.

### Здравоохранение, образование, религия

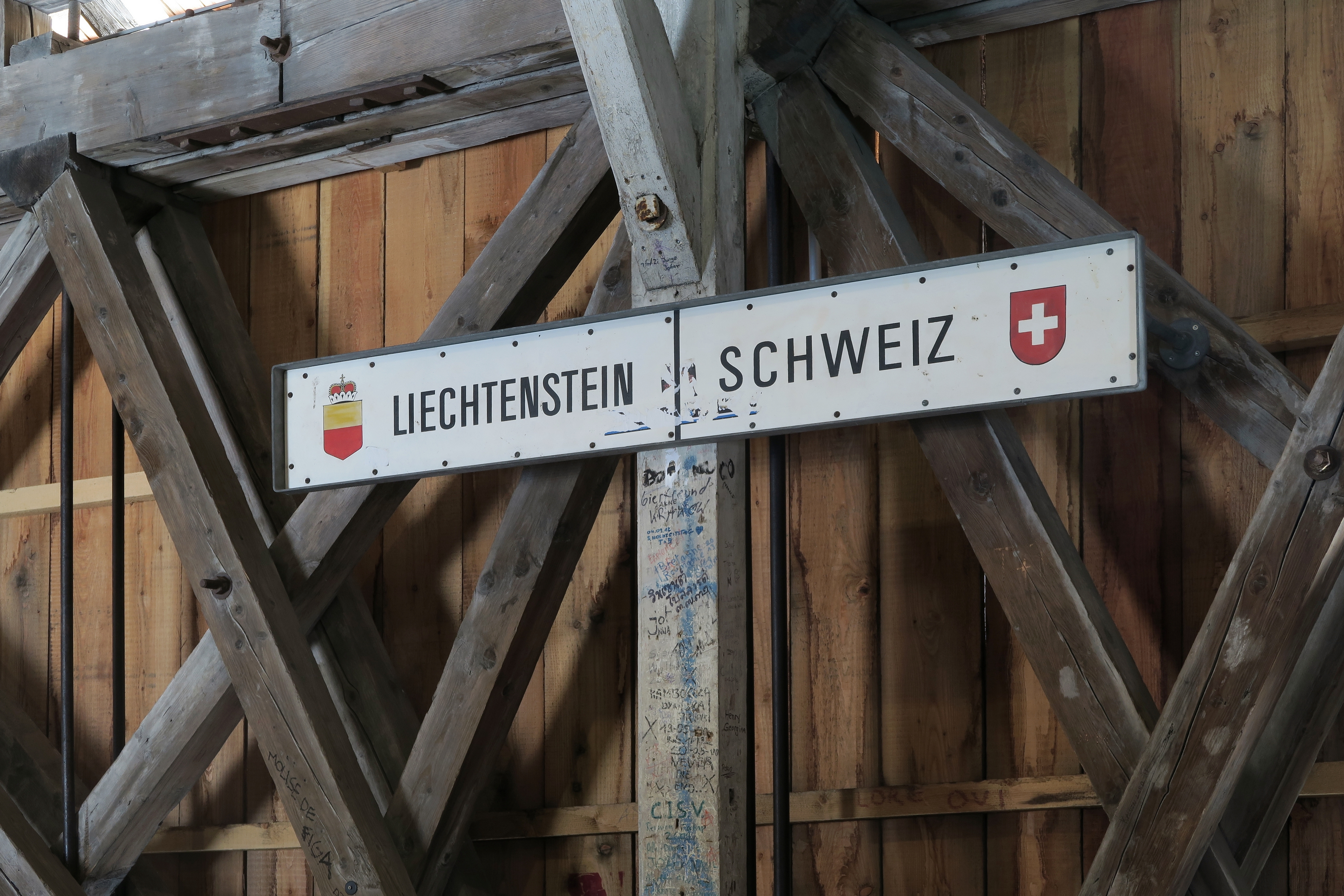
Пограничный знак на Старом Рейнском мосту Вадуц-Зевелен.

Из-за своего небольшого размера Лихтенштейн зависит от использования учреждений Швейцарии в различных областях. Национальная больница Лихтенштейна работает совместно с кантональной больницей Граубюндена. Из-за близкого расположения многие граждане Лихтенштейна обращаются за лечением в больницу в Граубюндене. На основании договора о таможенном союзе в Лихтенштейне применяются различные швейцарские законы в области здравоохранения, в том числе Закон о терапевтических продуктах и Закон об эпидемиях.
Многие жители Лихтенштейна получают значительную часть своего образования в швейцарских университетах и профессиональных училищах. Система профессионального образования такая же, как и в Швейцарии. С 1976 года лихтенштейнский аттестат зрелости приравнен к швейцарскому. Например, княжество участвует в Межгосударственном университете прикладных наук Buchs NTB, основанном в 1968 году, является ассоциированным членом Швейцарской конференции директоров по образованию (EDK) и присоединилось к Швейцарскому университетскому конкордату в 1981 году.
В области гражданской авиации и геодезии осуществляется тесное сотрудничество с Федеральным управлением гражданской авиации Швейцарии и Швейцарской службой расследования несчастных случаев (SUST), а также с Федеральным управлением топографии соответственно. Еще в 1937/38 году страна была подключена к швейцарской триангуляционной сети. С 2003 года небольшое государство является ассоциированным членом Полицейского конкордата Восточной Швейцарии. Оказание экстренных услуг населению осуществляется совместно с Федеральным управлением национального экономического снабжения Швейцарии.
В религиозной сфере отделение архиепархии Вадуца от епископства Кур в 1997 году ознаменовало конец 1500-летних отношений.